# نمط مهذب
نمط العمارة المهذب (Polite architecture)، أو «النمط المهذب» يشير إلى مبان صممت لتشمل تقنيات دقيقة ومختلفة لأنماط محلية، معمولة من قبل مهندسين محترفين. النمط المهذب هو نقيض العمارة العامية.